# Berta di Milano
Berta di Milano (Milano, 997 circa – 1040 circa) è stata una nobildonna longobarda, membro della dinastia degli Obertenghi.

## Biografia

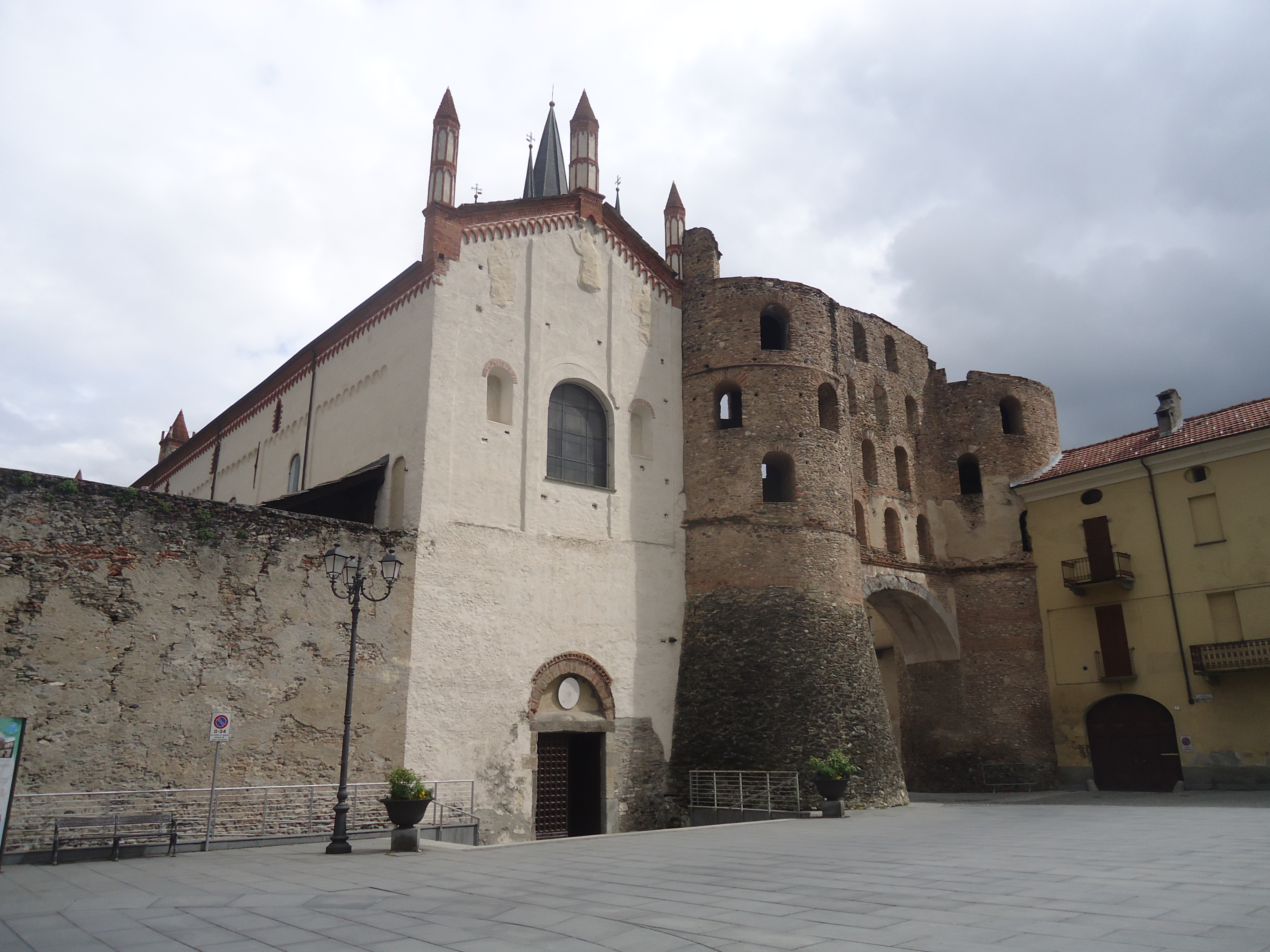
Cattedrale di San Giusto (Susa)

Berta di Milano (Berta di Luni, Berta degli Obertenghi o Berta d'Este) era sposata con Olderico Manfredi. A volte è identificata con Berta, che aveva sposato Arduino d'Ivrea.
Anche se è noto che Berta era un membro della dinastia degli Otbertenghi, vi è un certo dibattito su chi fossero i suoi genitori. Il padre è spesso detto essere Oberto II, ma altri sostengono che il padre di Berta era infatti Otberto III di Milano.
Nel 1014 Berta aveva sposato Olderico Manfredi (nello stesso anno, l'imperatore Enrico II aveva confermato la loro donazione congiunta per l'abbazia di Fruttuaria). La sua dote includeva le terre nelle contee di Tortona, Parma e Piacenza.
Nel maggio 1028 con il marito, Olderico Manfredi, Berta fondò il convento di Santa Maria a Caramagna. L'anno successivo, nel mese di luglio 1029, insieme a suo marito e suo fratello, il vescovo Alrico di Asti, Berta fondò l'abbazia benedettina di San Giusto a Susa, che ospitava le reliquie di San Giusto di Novalesa. La chiesa dell'abbazia di San Giusto è ora cattedrale di Susa.
Dopo la morte di Olderico Manfredi (nel dicembre 1033 o 1034), Berta aveva agito brevemente come reggente per la loro figlia, Adelaide di Susa.
Nel 1037 Berta aveva catturato i congiurati che volevano attraversare le Alpi dal Piemonte verso la Champagne, sventando così una congiura contro l'imperatore Corrado II. Corrado II aveva ricompensato Berta per la sua parte nella soppressione della ribellione contro di lui con l'emissione di un diploma imperiale, che aveva confermato le sue donazioni per l'abbazia di San Giusto a Susa.

## Discendenza
Con Olderico Manfredi, Berta aveva tre figlie:
- Adelaide (1016-1091)
- Immilla (ca. 1020-1078)
- Berta (ca. 1020-ca. 1065)

## Ascendenza
|                 |                |                   | Genitori             |  |  | Nonni    |  |  | Bisnonni               |  |
|                 |                |                   |                      |  |  | Oberto I |  |  | Adalberto il Margravio |  |
|                 |                |                   |                      |  |  | Oberto I |  |  | Adalberto il Margravio |  |
|                 |                | …                 |                      |  |  | Oberto I |  |  |                        |  |
| Oberto II       |                |                   |                      |  |  | Oberto I |  |  |                        |  |
|                 |                | Guilla di Spoleto | Bonifazio di Spoleto |  |  |          |  |  |                        |  |
|                 |                | Guilla di Spoleto | Bonifazio di Spoleto |  |  |          |  |  |                        |  |
|                 |                | Guilla di Spoleto | …                    |  |  |          |  |  |                        |  |
| Berta di Milano |                | Guilla di Spoleto |                      |  |  |          |  |  |                        |  |
|                 | Conte Riprando | …                 |                      |  |  |          |  |  |                        |  |
|                 | Conte Riprando | …                 |                      |  |  |          |  |  |                        |  |
|                 | Conte Riprando | …                 |                      |  |  |          |  |  |                        |  |
| Railenda        | Conte Riprando |                   |                      |  |  |          |  |  |                        |  |
|                 |                | …                 | …                    |  |  |          |  |  |                        |  |
|                 |                | …                 | …                    |  |  |          |  |  |                        |  |
|                 |                | …                 | …                    |  |  |          |  |  |                        |  |
|                 |                | …                 |                      |  |  |          |  |  |                        |  |